# Тойбер, Карл-Хайнц
Карл-Хайнц Тойбер (нем. Karl-Heinz Teuber; 26 декабря 1907, Глогау, Силезия, Германская империя — 15 июня 1961, ФРГ) — немецкий стоматолог, штурмбаннфюрер СС в концлагере Освенцим.

## Биография
Карл-Хайнц Тойбер родился 26 декабря 1907 года. Получил учёную степень по стоматологии. В мае 1937 года вступил в НСДАП (билет № 4659925), а в 1938 году — в СС (№ 16191). С 1939 года состоял в войсках СС особого назначения. С июня 1941 года возглавлял стоматологический отдел в концлагере Дахау. В ноябре 1942 года был переведён в концлагерь Освенцим, где с середины декабря 1942 по июль 1943 года возглавлял стоматологический отдел. Согласно послевоенному заявлению санитара Фридриха Онтла, он участвовал в селекции, то есть в отборе людей, привезённых в лагерь. В июне 1943 года был награждён Крестом «За военные заслуги» 2-го класса с мечами, предположительно, за участие в убийствах. В начале августа 1943 года был переведён в 8-ю кавалерийскую дивизию СС «Флориан Гайер» и в 1945 году был откомандирован в юнкерскую школу СС в Брауншвейге.
После окончания войны в 1948 году в Кракове был приговорён к 4 годам заключения, но только в 1955 году был освобождён из тюрьмы и депортирован в ФРГ. После освобождения начал стоматологическую практику в общине Тиммендорфер-Штранд. 15 июня 1961 года умер от тяжелой болезни печени. Запланированное слушание в ходе Франкфуртского Освенцимского процесса не состоялось из-за смерти Тойбера.